# 月光+1 SINGLE CLIPS LIMITED EDITION
『月光+1 SINGLE CLIPS LIMITED EDITION』（げっこうプラスワン シングル クリップス リミテッド エディション）は、鬼束ちひろの1作目のPV集。

## 解説
2000年8月9日に発売された。自身初のPV集で、VHS規格での発売となる。シングル「月光」との同時発売となった。
本作は新星堂の店舗にて、本数限定生産で販売された。ジャケットに使用されている写真はシングル「月光」で使用したカットと同じものを使用している。

## 収録曲
1. 月光
2. シャイン unplugged